# 陶金 (弘治進士)
陶金（1468年—？），字純甫，直隸鳳陽府泗州天長縣人，官籍，明朝政治人物。

## 生平
弘治二年（1489年）己酉科應天府鄉試第九十四名舉人。弘治十八年（1505年）中式乙丑科會試第一百九十二名，三甲第一百七十七名進士。授陜西洛南縣知縣，調浙江常山縣，陞刑部主事，卒于官。

## 家族
曾祖陶興；祖父陶晟；父陶璉，府經歷。母張氏。具庆下。